# 孟寺镇
孟寺镇，是中华人民共和国山東省德州市临邑县下辖的一个乡镇级行政单位。

## 行政区划
孟寺镇下辖以下地区：
孟寺社区村、赵家社区村、程家社区村、范楼社区村、韩家社区村、蒋家社区村、宫家社区村、刘钟楼社区村、马保社区村、王母店社区村、沙洼社区村、耿刘社区村、中店社区村、孙安社区村、大孙社区村、宁家社区村和东张社区村。